# Aterrizaje (meteorología)

El huracán Charley tocó tierra el 13 de agosto de 2004 en su punto álgido.

El aterrizaje es cuando un ciclón tropical o una tromba de agua pasa de estar sobre el agua a estar sobre la tierra. Cuando una mancha de agua tornasolada llega a tierra puede ser llamada tornado, y puede causar daños a edificios y otras cosas hechas por las personas. Cuando una tromba de agua de buen tiempo llega a tierra, se extiende rápidamente y pierde su energía; el agua cae en forma de lluvia. 
Se dice que un ciclón tropical toca tierra cuando su centro se mueve sobre la tierra; en los ciclones tropicales esto puede ser cuando el ojo se mueve sobre la tierra. Aquí es donde ocurre la mayor parte del daño porque cuando la tormenta está sobre el agua hay una pequeña posibilidad de daño, excepto si las partes de la tormenta que están lloviendo están sobre la tierra, lo cual puede causar inundaciones severas, especialmente cuando el sistema se está moviendo lentamente o no se mueve en absoluto. Los efectos del aterrizaje son:
- los picos de la tormenta
- el núcleo de los fuertes vientos llega a la orilla
- y las fuertes lluvias inundan la tierra.

Junto con las olas altas, estas pueden causar mucha erosión en las playas. En las zonas bajas, la marea de tormenta puede permanecer en el interior durante mucho tiempo y mezclarse con productos químicos que ya se encuentran en la zona para crear un desorden tóxico. Cuando un ciclón tropical llega a tierra, el ojo se "cierra", el oleaje disminuye y los vientos disminuyen a medida que el ciclón se extiende, perdiendo energía. Los daños en el interior pueden incluir lluvias inundables, vientos racheados y clima severo asociado con las tormentas eléctricas remanentes del ciclón.
Un "aterrizaje" no debe confundirse con un "impacto directo", que ocurre cuando el núcleo de los vientos fuertes (u ojivas) llega sobre la tierra pero el centro de la tormenta permanece sobre el agua. Los efectos de esto son similares, pero las mareas de tormenta pueden ser mucho menores. Estos efectos son:
- alta mar
- fuertes lluvias torrenciales
- acumulación de agua a lo largo de la costa
- mareas tormentosas menores
- erosión de playas
- vientos fuertes
- posiblemente clima severo.